# NGC 891
NGC 891 ou Caldwell 23 est une galaxie spirale vue par la tranche et située dans la constellation d'Andromède. NGC 891 a été découverte par l'astronome germano-britannique William Herschel en 1784.

## Caractéristiques
La classe de luminosité de NGC 891 est II et elle présente une large raie HI. Elle renferme également des régions d'hydrogène ionisé. C'est aussi une galaxie active qui présente un jet d'onde radio.

### Distance
Sa vitesse par rapport au fond diffus cosmologique est de 314 ± 15 km/s, ce qui correspond à une distance de Hubble de 4,63 ± 0,39 Mpc (∼15,1 millions d'al).
La distance de Hubble de cette galaxie est égale à 15,1 ± 1,3 millions d'années-lumière. À ce jour, une trentaine de mesures non basées sur le décalage vers le rouge (redshift) donnent une distance de 9,535 ± 1,601 Mpc (∼31,1 millions d'al). Cette distance est deux fois plus grande que la distance de Hubble, mais étant donné la proximité de NGC 891 avec le Groupe local, cette valeur est sans doute plus près de la distance réelle de cette galaxie.

### Morphologie
NGC 891 a été utilisée par Gérard de Vaucouleurs comme une galaxie de type morphologique Sb sp dans son atlas des galaxies,.
NGC 891 est le prototype même des galaxies vues par la tranche, et le plan médian est ici traversé par une épaisse bande de poussière qui semble fendre la galaxie en deux parties symétriques. Malgré une magnitude apparente de 10,1, la faible luminosité surfacique de cette galaxie, due au masquage du noyau galactique par la bande d'absorption, la rend relativement difficile à observer. Elle se trouve, par effet de perspective, à proximité immédiate de l'amas de galaxies Abell 347 mais n'en fait pas partie, cet amas se situant à plus de 250 millions d'années-lumière de notre Galaxie.

### Luminosité dans l'infrarouge
La luminosité de la galaxie de NGC 891 dans l'infrarouge lointain (de 40 à 400 µm)  est égale à 1,51 × 1010 {\displaystyle L_{\odot }} (1010,18{\displaystyle L_{\odot }}) et sa luminosité totale dans l'infrarouge (de 8 à 1 000 µm) est de 1,86 × 1010 {\displaystyle L_{\odot }} (1010,27{\displaystyle L_{\odot }}).

## Supernova
La supernova SN1986J a été découverte dans NGC 891 le 21 août 1986 par J. van Gorkom, M. Rupen, G. Knapp et J. Gunn de l'université de Princeton. Cette supernova était de type II. 
SN 1986J a atteint une magnitude apparente de 14 et elle demeure l'une des supernovas les plus brillantes jamais observée, notamment dans les ondes radio et les rayons X.

## Dans la culture
- NGC 891 est le titre d'un morceau de l'album Aqua du musicien allemand Edgar Froese.
- On peut voir NGC 891 dans le générique de fin de la série originale The Outer Limits' de 1963
- La bande sonore du film Dark Star (L'étoile noire) de John Carpenter une pièce musicale de style muzak intitulée When Twilight Falls On NGC 891[12].

## Groupe de NGC 1023
NGC 891 fait partie du groupe de NGC 1023 situé dans le superamas de la Vierge qui est aussi appelé Superamas local. Ce groupe comprend entre autres les galaxies NGC 925, NGC 949, NGC 959, NGC 1003, NGC 1023, NGC 1058 et IC 239.

## Galerie

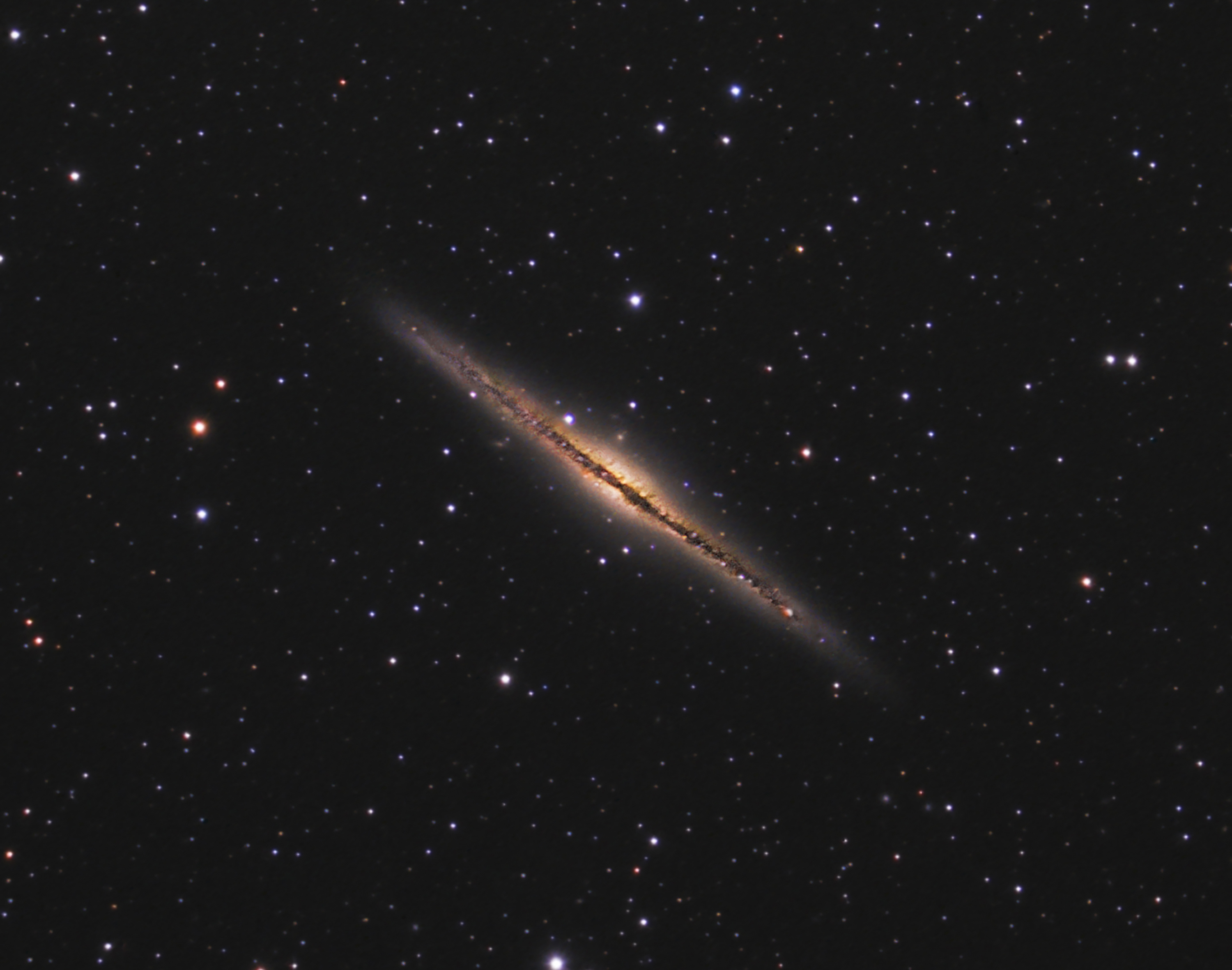
NGC 891 en lumière visible.
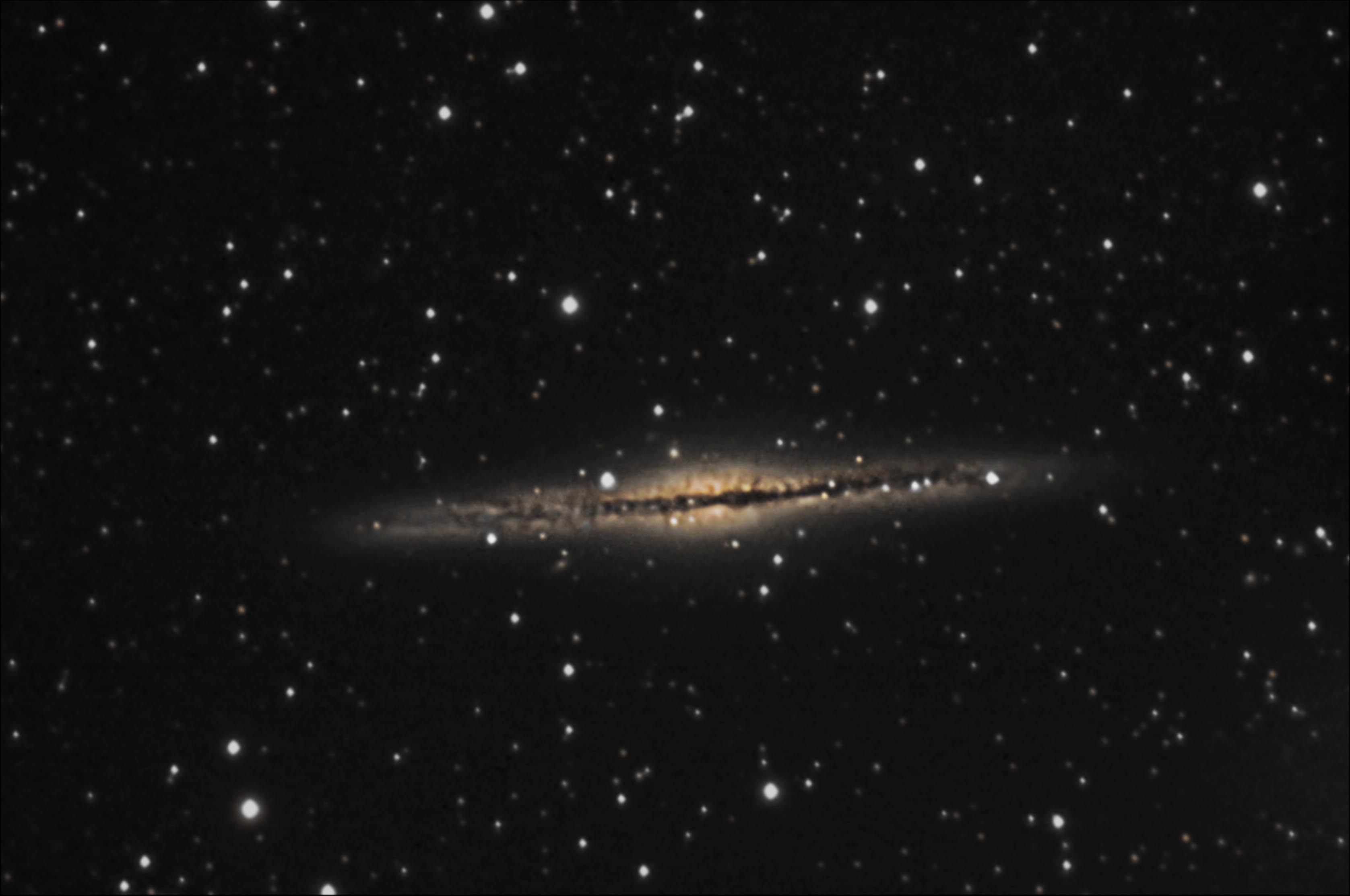
Galaxie spirale NGC 891 vue par la tranche et photographiée avec un télescope Ritchey-Chrétien modifié de 14 pouces.
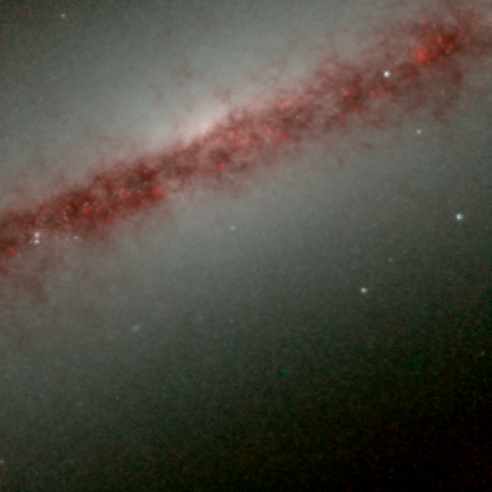
Gros plan de NGC 891 réalisé dans le domaine de l'infrarouge par le télescope Hubble.
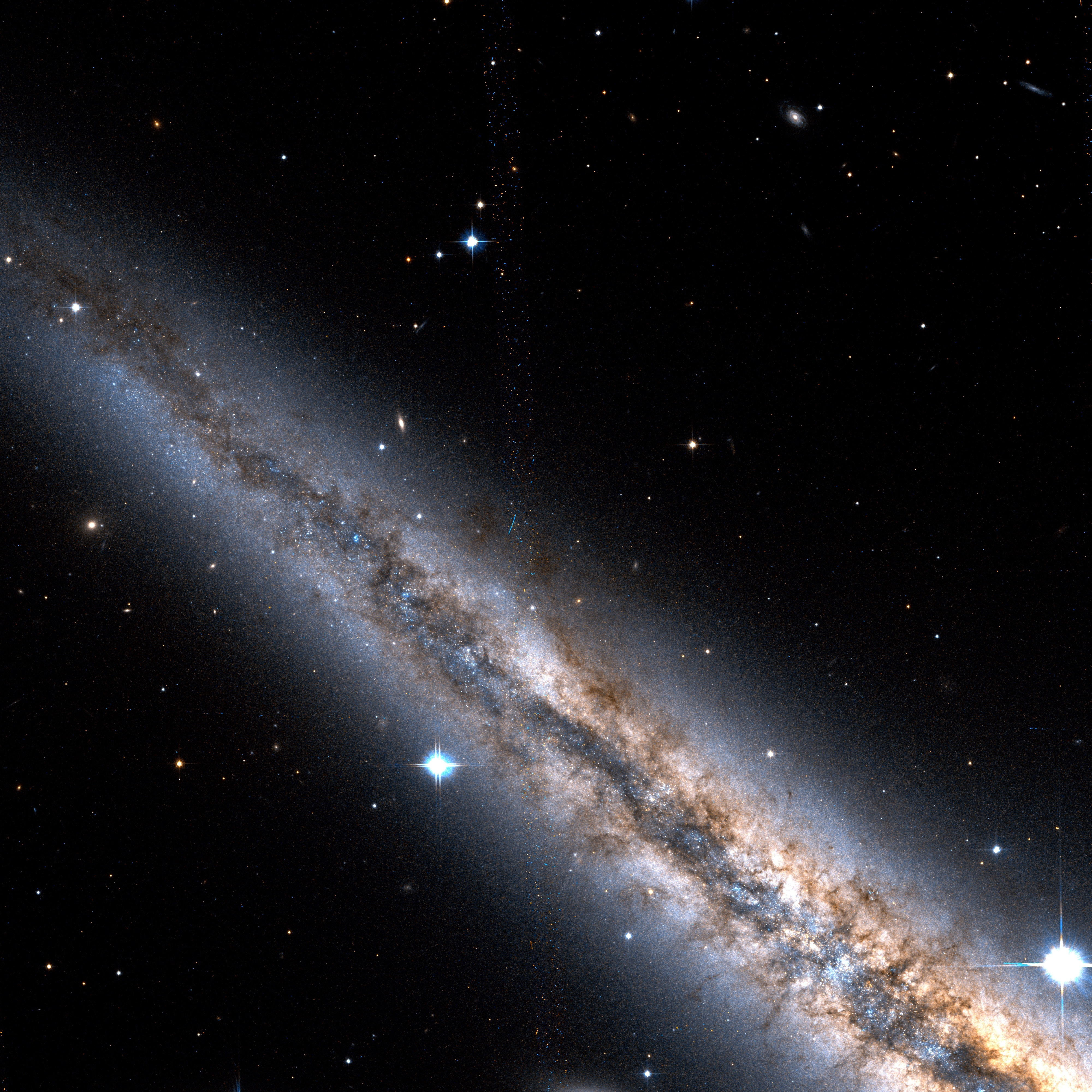
La partie nord de NGC 891. (Par le télescope Hubble)
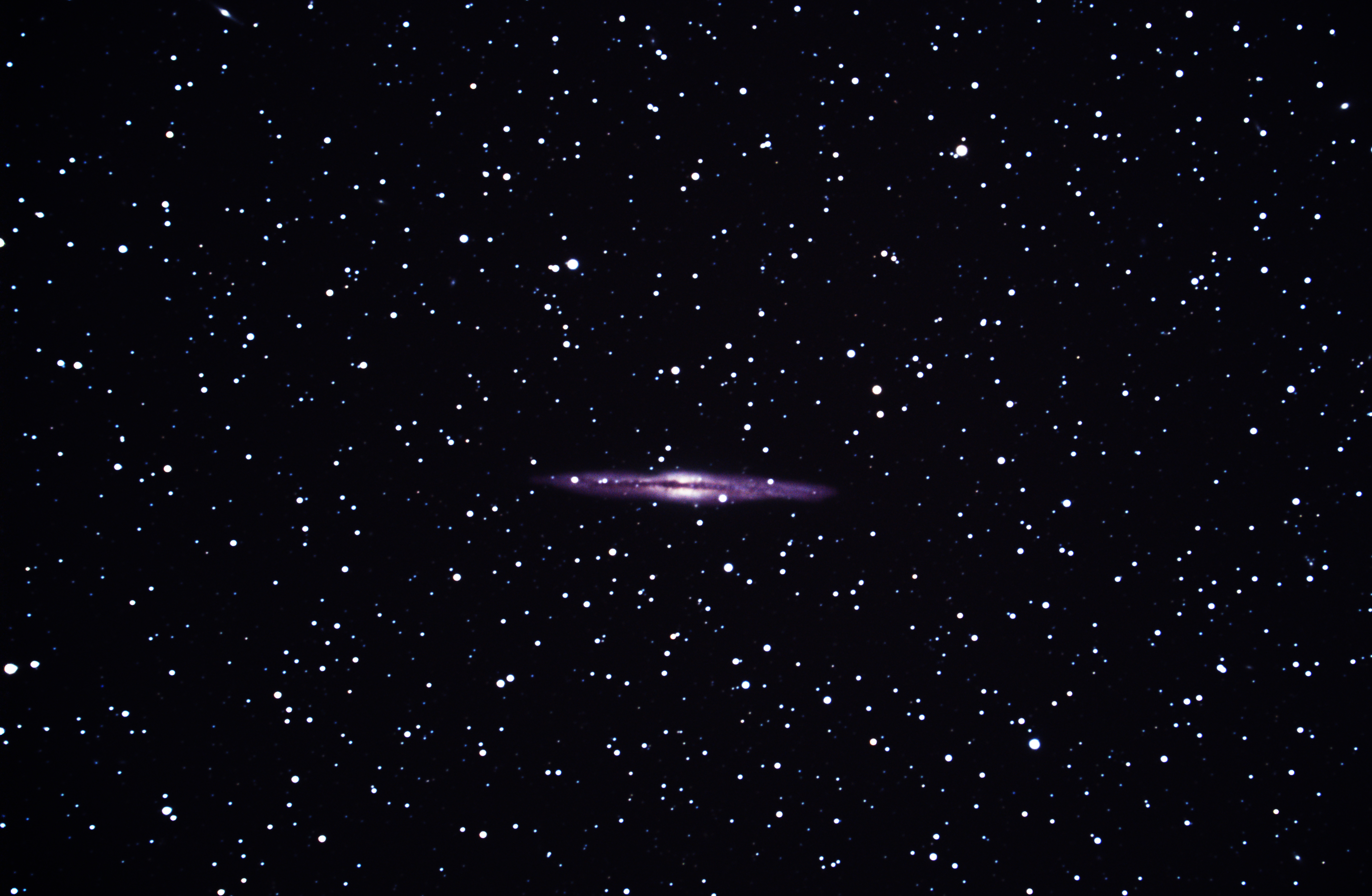
Image de NGC 891 captée par un télescope amateur de 20 cm.
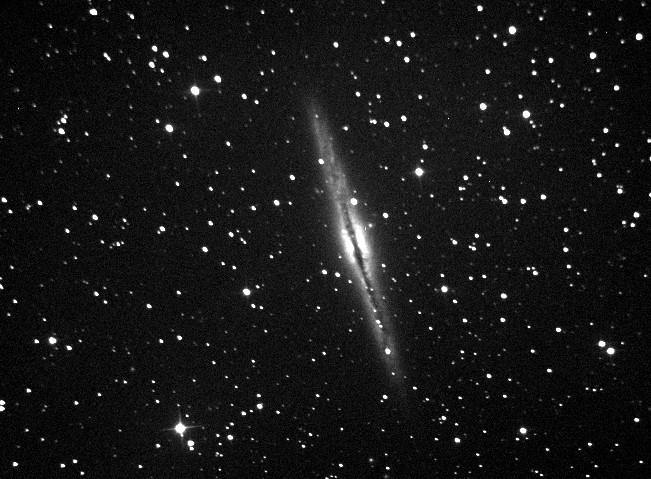
Photo monochrome réalisée par un astronome amateur.
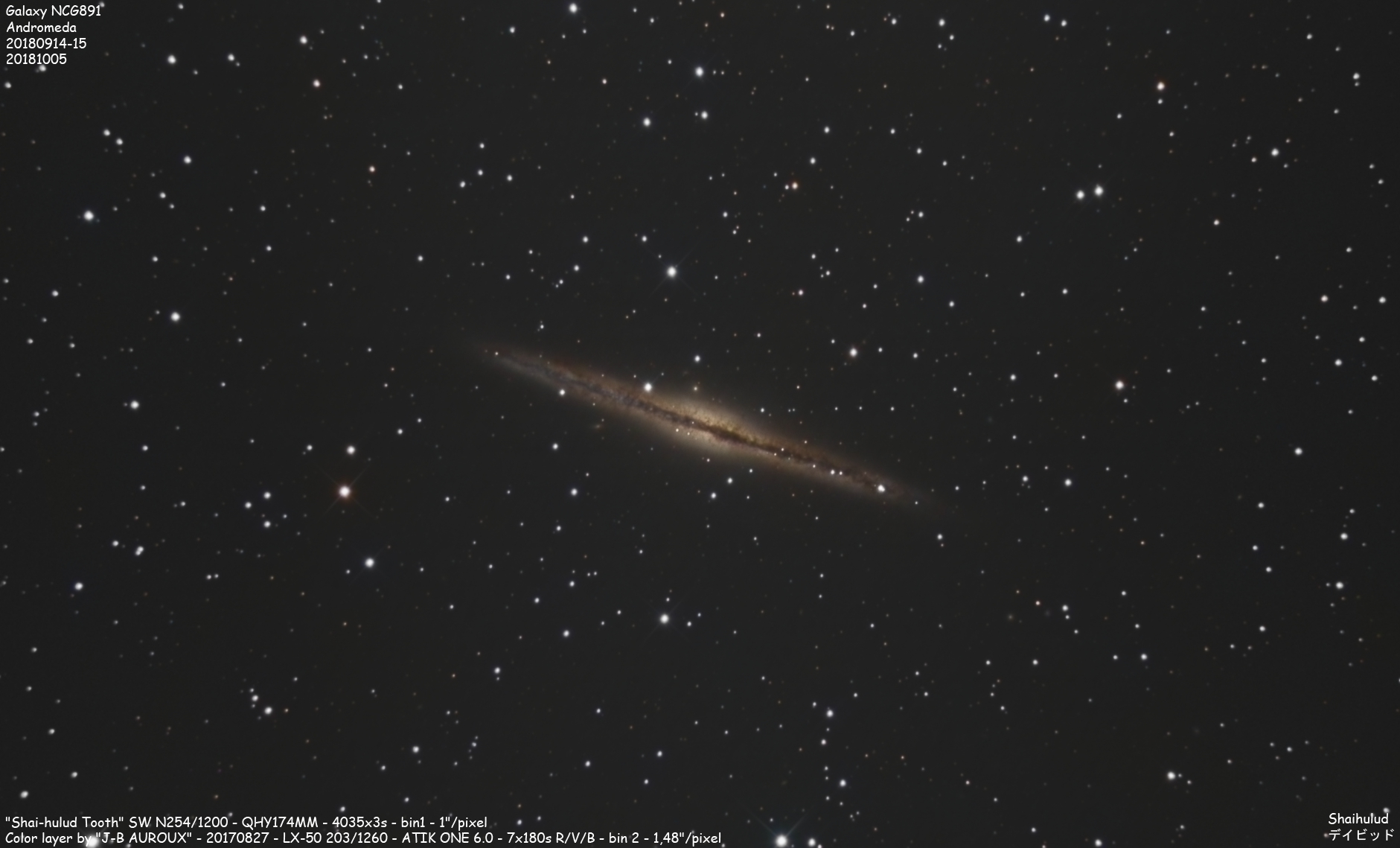
Acquisition en pose courte.